# آثار التعب على السلامة

سبب أهمية ساعات الخدمة: رسم بياني يوضح العلاقة بين عدد الساعات المدفوعة ونسبة الأعطال المتعلقة بإرهاق السائق.

آثار التعب على السلامة، (بالإنجليزية: Effects of fatigue on safety)‏، التعب هو مصدر قلق كبير للسلامة، في العديد من المجالات، وخاصة في مجال النقل، لأن التعب، يمكن أن يؤدي إلى حوادث كارثية.
يعتبر الإرهاق، شرط مسبق داخليًا للأعمال غير الآمنة، لأنه يؤثر سلبًا على الحالة الداخلية للعامل البشري. تركز الأبحاث بشكل عام على الطيارين، وسائقي الشاحنات، وعمال المناوبات.
يمكن أن يكون التعب، أحد أعراض مشكلة طبية، ولكن الأكثر انتشارا هو رد فعل فسيولوجي طبيعي لممارسة الجهد، وقلة النوم، والملل، وتغيير جداول النوم، والاستيقاظ، بما في ذلك اضطراب الرحلات الجوية الطويلة، أو الإجهاد.
في بعض الحالات، بعد القيادة 18-24 ساعة بدون نوم تساوي محتوى الكحول في الدم بنسبة 0.05٪ -0.10٪.

## أنواع التعب
يمكن أن يكون التعب جسديًا، وعقليًا:
- التعب الجسدي، هو عدم القدرة على الاستمرار في العمل على مستوى القدرات الطبيعية للفرد؛ إذ لا يستطيع الشخص المصاب بالتعب الجسدي، رفع صندوق ثقيل، أو المشي، بقدر ما يستطيع إذا لم يكن متعبًا.

- ويتجلى التعب العقلي، في النعاس أو البطء. فقد ينام الشخص المصاب بالتعب العقلي، وقد يتفاعل ببطء شديد، أو قد يكون غافلًا، مع النوم المصغر، فقد يكون الشخص غير مدرك أنه كان نائمًا.

فبدون الحصول على قسط مناسب من النوم، سوف تشعر، وكأن بعض المهام تبدو معقدة، وسوف ينخفض التركيز، ويؤدي في النهاية إلى أخطاء قاتلة 

## العوامل
تحدد الإدارة الفيدرالية لسلامة الناقل الحركي ثلاثة عوامل رئيسية في إجهاد السائق: تأثيرات الإيقاع اليومي، الحرمان من النوم والتأثيرات المتراكمة، والإرهاق الصناعي أو «في المهمة».
- وتصف تأثيرات الإيقاع الشركية ميل البشر إلى تجربة دورة طبيعية في الانتباه والنعاس خلال اليوم على مدار 24 ساعة. أولئك الذين يعانون من نمط النوم التقليدي (النوم لمدة سبع أو ثماني ساعات في الليل) تجربة فترات من التعب الأقصى في الساعات الأولى من الصباح وفترة أقل في وقت مبكر بعد الظهر. خلال النقاط المنخفضة من هذه الدورة، واحدة التجارب انخفاض الانتباه. خلال النقاط العالية، من الصعب النوم بشكل سليم. وترتكز الدورة جزئيًا من الإضاءة المحيطة (الظلام يسبب جسم الشخص للإفراج عن هرمون الميلاتونين، الذي يحفز النوم), وعن طريق نمط الشخص المفروضة من النوم العادية وأوقات الاستيقاظ. لا يتم إزاحة تأثير دورة النهار ليلًا بشكل كامل (تمنع الإضاءة الاصطناعية إطلاق الميلاتونين بشكل أضعف من أشعة الشمس)، وعادة ما يعاني أداء العاملين في نوبات ليلية. إيقاعات Circadian ثابتة، ويمكن أن تتحول فقط من قبل ساعة إلى ساعتين إلى الأمام أو إلى الوراء في اليوم الواحد. إن تغيير وقت بدء نوبة العمل بأكثر من هذه المبالغ سيقلل الانتباه، وهو أمر شائع بعد أول نوبة ليلية بعد استراحة «عطلة نهاية الأسبوع» التي تم خلالها اتباع أوقات النوم التقليدية. ويمكن أيضًا أن ينظر إلى هذا التأثير في غير العمال المناوبين الذين يعودون إلى جدول زمني في وقت لاحق في عطلة نهاية الأسبوع ويعانون من التعب والنعاس عند العودة إلى العمل في وقت مبكر من صباح يوم الاثنين. تختلف آثار الحرمان من النوم بشكل كبير من شخص لآخر.
- يصف الحرمان من النوم وآثار التعب التراكمي كيف سيعاني الأفراد الذين يفشلون في الحصول على فترة نوم كافية (7-8 ساعات في 24 ساعة) أو الذين كانوا مستيقظين لفترة أطول من 16-17 ساعة التقليدية من الحرمان من النوم. يتراكم عجز النوم مع الأيام المتعاقبة المحرومة من النوم، وقد يحدث تعب إضافي بسبب كسر النوم اليومي إلى فترتين أقصر بدلاً من فترة نوم واحدة غير منقطعة. لا يتم تقليل العجز في النوم على الفور عن طريق النوم ليلة واحدة; قد يستغرق دورتين أو ثلاث دورات نوم تقليدية للفرد للعودة إلى الأداء غير الضعيف..
- يصف التعب الصناعي أو «الوقت على المهمة» التعب المتراكم خلال فترة العمل، ويؤثر على الأداء في أوقات مختلفة أثناء الوردية. ينخفض الأداء كلما زاد عدد الأشخاص الذين يشاركون في مهمة ما، تدريجياً خلال الساعات القليلة الأولى، وبشكل أكثر حدة في نهاية فترة طويلة في العمل. كما لوحظ انخفاض الأداء في الساعة الأولى من العمل حيث يتكيف الفرد مع بيئة العمل.

وبالإضافة إلى العوامل الرئيسية التي حددتها إدارة الطيران الفيدرالية، تم تحديد مساهمين محتملين آخرين في التعب أثناء النقل. وتشمل هذه العوامل الذاتية مثل الإجهاد العقلي وعمر مشغل السيارة، وكذلك الضغوطات الخارجية أو البيئية، مثل وجود ضغط المقصورة غير مستوى سطح البحر أثناء الطيران، وضوضاء السيارة، واهتزاز/تسارع السيارة (مما يساهم في متلازمة سوبيت). العديد من المساهمين الخارجية تستحق المزيد من الدراسة لأنها موجودة أثناء عمليات النقل ولكن ليس في معظم الدراسات المختبرية من التعب.

## في مجال الطيران
.منظمة الطيران المدني الدولي (الإيكاو) التي تقنن المعايير واللوائح الخاصة بالملاحة الجوية الدولية تعرّف التعب على النحو: «الحالة الفسيولوجية لانخفاض القدرة على الأداء العقلي أو البدني الناجمة عن فقدان النوم أو فترات الاستيقاظ، أو مرحلة الإيقاع، أو عبء العمل (النشاط العقلي و/أو البدني) التي يمكن أن تضعف يقظة أحد أفراد الطاقم وقدرته على تشغيل طائرة بأمان أو أداء واجبات تتعلق بالسلامة» 
العوامل البشرية هي العوامل السببية الرئيسية لحوادث الطيران. وفي عام 1999، أدلت الإدارة الوطنية للملاحة الجوية والفضاء، ناسا، بشهادتها أمام مجلس النواب الأميركي بأن إرهاق الطيارين يؤثر على سلامة الطيران بـ «حجم غير معروف».22 واستشهد التقرير بأدلة على مشاكل التعب في مجالات تشمل عمليات الطيران، والدراسات المختبرية، والمحاكاة عالية الدقة، والدراسات الاستقصائية. ويشير التقرير إلى أن الدراسات تبين باستمرار أن التعب مشكلة مستمرة في سلامة الطيران. وفي عام 2009، أدرجت الرابطة الطبية الفضائية الجوية ساعات العمل الطويلة، وعدم كفاية النوم، والاضطرابات الإيقاعية، باعتبارها قلة من أكبر العوامل التي تسهم في إرهاق الطيارين. التعب يمكن أن يؤدي إلى خطأ الطيار، وبطء الاستجابات، والفرص الضائعة، والاستجابات غير صحيحة لحالات الطوارئ
.ويشير تقرير صادر في تشرين الثاني/نوفمبر 2007 عن المجلس الوطني لسلامة النقل إلى أن إرهاق الطاقم الجوي مشكلة أكبر بكثير وأكثر انتشاراً مما أُبلغ عنه سابقاً. ويشير التقرير إلى أنه منذ عام 1993 وقعت 10 حوادث طيران كبرى بسبب إرهاق أطقم الطائرات، مما أسفر عن مقتل 260 شخصا. بالإضافة إلى ذلك، يكشف نظام الإبلاغ الطوعي المجهول المعروف باسم ASAP، برنامج عمل سلامة الطيران، عن قلق واسع النطاق بين المهنيين في مجال الطيران حول آثار التعب على السلامة. نشرت NTSB أن استجابة FAA للتعب غير مقبولة وأدرجت القضية ضمن قضايا السلامة «المطلوبين» 
ويقدر خبراء السلامة أن إرهاق الطيار يساهم في 15-20٪ من حوادث الطيران القاتلة الناجمة عن خطأ بشري. كما أنها تثبت أن احتمال وقوع حادث عامل بشري يزداد مع الوقت الذي يكون فيه الطيارون في الخدمة، ولا سيما بالنسبة لفترات الخدمة البالغة 13 ساعة فما فوق (انظر البيانات التالية):
«تشير التقديرات (على سبيل المثال من قبل المجلس الوطني للسكك المتحدة) إلى أن التعب يساهم في 20-30٪ من حوادث النقل (أي الجوية والبحرية والطرق والسكك الحديدية). وبما أن حوالي 70% من الحوادث المميتة في عمليات الطيران التجارية ترتبط بخطأ بشري، يمكن افتراض أن خطر إرهاق طاقم العمليات يساهم بنحو 15-20% في المعدل العام للحوادث. ويشاطر كبار العلماء في المنطقة نفس النظرة إلى التعب كعامل خطر رئيسي، كما هو موثق في عدة بيانات بتوافق الآراء.».
" لمدة 10-12 ساعة من وقت العمل نسبة الطيارين الحوادث مع هذا الطول من فترة الخدمة هو 1.7 مرات كبيرة كما هو الحال بالنسبة لجميع الطيارين. وبالنسبة للطيارين الذين تبلغ مدة خدمتهم 13 ساعة أو أكثر، تبلغ نسبة فترات الخدمة التجريبية للحوادث أكثر من خمسة أضعاف ونصف. [...] 20٪ من حوادث العوامل البشرية وقعت للطيارين الذين كانوا في الخدمة لمدة 10 ساعات أو أكثر، ولكن فقط 10٪ من ساعات عمل الطيار وقعت خلال تلك الفترة. وبالمثل، وقعت 5% من حوادث العوامل البشرية للطيارين الذين كانوا في الخدمة لمدة 13 ساعة أو أكثر، حيث لا تحدث سوى 1% من ساعات عمل الطيارين خلال تلك الفترة. هناك نمط ملحوظ من زيادة احتمال وقوع حادث كلما زادت ساعات العمل للطيارين.

## بين السائقين
تنظم العديد من الدول، ساعات العمل لسائقي الشاحنات، لتقليل الحوادث الناجمة عن إجهاد السائق.
حيث أن عدد الساعات التي يتم قضاؤها في القيادة، له علاقة قوية بعدد الحوادث المرتبطة بالإرهاق. ووفقًا لدراسات عديدة، يكون خطر الإرهاق أكبر بين ساعات بعد منتصف الليل، والسادسة صباحًا، ويزداد مع إجمالي طول رحلة السائق.

## النعاس بين مقدمي الرعاية الصحية
يعتبر التعب، والإرهاق بين الأطباء مشكلة معروفة.ويمكن أن يكون سببا لضعف آدائهم، ومما يسبب ضررًا للمرضى. حيث وجدت دراسة باستخدام مسوح مجهولة، أكملها أطباء صغار في نيوزيلندا أن 30٪ من المستجيبين سجلوا أنهم يعانون من «النعاس بشكل مفرط» على مقياس إيبوورث للنعاس، و 42٪ يمكن أن يتذكروا خطأ سريريًا مرتبطًا بالتعب، في الأشهر الستة الماضية 
في الولايات المتحدة، تكون مدة الوردية محدودة للممرضات، وذلك بموجب اللوائح الفيدرالية، وبعض قوانين الولايات.

## الإرهاق على متن السفن
لا يزال الإرهاق على متن السفن، من العوامل الرئيسية للحوادث، التي تؤدي إلى وقوع إصابات، وأضرار، وتلوث.
تشير الدراسات، إلى أن معظم الحوادث، تحدث أثناء الليل، خاصة عند الساعة 4 صباحًا، بسبب الروتين اليومي للبشر.
تم إجراء دراسات مثل (Project Horizon)، مؤخرًا لتحليل العوامل التي تسبب هذا التعب، فتم تحديد (قلة النوم، ونوعية النوم)، كمشكلتان رئيسيتان.
يرجع قلة النوم، إلى الساعات الطويلة التي يتعين على العمال، (خاصة الضباط)، القيام بها.. بعد ذلك تتأثر نوعية نومهم، بالعديد من العوامل المختلفة منها:
- جودة الطعام على متن السفينة، والاهتزازات بسبب المحرك، والأمواج، وضجيج الإصلاحات أو الأعمال أو المحركات، بحيث يكون نومهم عبارة عن قيلولة، أي (لا ينام 8 ساعات متواصلة، ولكن 2 أو 3 قيلولة في اليوم) بسبب نظام المراقبة، والوظائف الثانوية.

- الإجهاد على متن السفينة، خاصة عند الوصول إلى الميناء، فيجب على كل الطاقم العمل، وبأسرع وقت ممكن، وذلك محاولة من الشركات لتقليل التكاليف، بوجود طاقم قليل. ويجب أن يكون الخروج من المنفذ بأسرع ما يمكن، لأن الوقت الذي تقضيه السفينة في الميناء مكلف للغاية.

كل هذا يضيف عملاً، وضغطًا، على طاقم السفينة، مما يستنزف طاقتهم، ومما يؤدي إلى حدوث أخطاء بسبب التعب، والإرهاق الزائد.
لدى منظمة العمل الدولية، اتفاقيات لمحاولة تقييد الحد الأقصى لساعات العمل، على ظهر السفينة، وتحديد الحد الأدنى لفترة راحة البحارة.
لسوء الحظ، فإن الصناعة البحرية تنافسية للغاية، وهناك عدد قليل من أفراد الطاقم على متنها، مما يجعل من الصعب، عدم العمل لساعات إضافية؛ وإلا فإن العمال سيتخلفون عن مواكبة عبء العمل.